# Zielonka, Tỉnh West Pomeranian
Zielonka [ʑeˈlɔnka] (tiếng Đức: Grünhof)  là một ngôi làng thuộc khu hành chính của Gmina Golczewo, thuộc hạt Kamień, West Pomeranian Voivodeship, ở phía tây bắc Ba Lan. Nó nằm khoảng 8 kilômét (5 mi)   phía bắc Golczewo, 16 km (10 mi) về phía đông nam Kamień Pomorski và 60 km (37 mi) về phía đông bắc của thủ đô khu vực Szczecin.
Làng có dân số 10 người.